# .tf
.tfは国別コードトップレベルドメイン（ccTLD）の一つで、フランス領南方・南極地域に割り当てられている。現在では.fr及び.reとともにAFNICで管理されているが、2004年10月23日までは、ケンブリッジのAdamsnamesで管理を行っていた。
この地域はフランス政府によって領有が宣言されているが、南極大陸にかかる部分については、国際的な合意は得られていない。そのため、.tfと南極大陸のドメインである.aqは、一部地域が重なっている。